# NGC 183
NGC 183 је елиптична галаксија у сазвежђу Андромеда која се налази на NGC листи објеката дубоког неба.
Деклинација објекта је + 29° 30' 42" а ректасцензија 0h 38m 29,3s. Привидна величина (магнитуда) објекта NGC 183 износи 12,6 а фотографска магнитуда 13,6. NGC 183 је још познат и под ознакама UGC 387, MCG 5-2-35, CGCG 500-57, PGC 2298.